# UFC 97
UFC 97: Redemption est un gala de MMA (Combat libre) organisé par l'UFC. Le Gala a eu lieu le 18 avril 2009 à Montréal. Le combat principal était le championnat des poids moyens entre le champion Anderson Silva et Thaleis Leites.

## Résultats[1]
- Eliot Marshall Bat Vinny Magalhaes Décision unanime
- T.J. Grant Bat Ryo Chonan Décision partagée
- Mark Bocek Bat David Bielkheden Soumission Round1
- Ed Herman Bat David Loiseau Décision unanime
- Nate Quarry Bat Jason MacDonald KO round 1
- Denis Kang Bat Xavier Foupa-Pokam Décision unanime
- Luiz Cane Bat Steve Cantwell Décision unanime
- Cheick Kongo Bat Antoni Hardonk KO round 2
- Krzysztof Soszynski Bat Brian Stann Soumission round 1
- Mauricio "Shogun" Rua Bat Chuck Liddell Ko round 1
- Sam Stout Bat Matt Wiman Décision unanime
- Anderson Silva Bat Thales Leites Décision unanime

## UFC 97 en chiffre[2]
- Bonus : 70 000 $ chacun
- Combat de la soirée : Sam Stout vs. Matt Wiman
- KO de la soirée : Shogun Rua
- Soumission de la soirée : Krzysztof Soszynski
- Spectateurs : 21 451 = 4,9 millions de $ de revenus au guichet